# Campionati europei di atletica leggera indoor 1989
I XX campionati europei di atletica leggera indoor si sono svolti a L'Aia, nei Paesi Bassi, presso lo Sporthal Houtrust, dal 18 al 19 febbraio 1989.

## Nazioni partecipanti
Tra parentesi, il numero di atleti partecipanti per nazione.
- Austria (7)
- Belgio (13)
- Bulgaria (8)
- Cecoslovacchia (15)
- Cipro (4)
- Danimarca (3)
- Finlandia (11)
- Francia (27)
- Germania Est (9)

- Germania Ovest (28)
- Grecia (7)
- Irlanda (5)
- Islanda (1)
- Italia (19)
- Jugoslavia (4)
- Norvegia (11)
- Paesi Bassi (18)
- Polonia (10)

- Portogallo (7)
- Regno Unito (30)
- Romania (5)
- Spagna (24)
- Svezia (7)
- Svizzera (6)
- Turchia (2)
- Ungheria (16)
- Unione Sovietica (26)

## Risultati

### Uomini
| Specialità | Oro               | Prestazione | Argento           | Prestazione | Bronzo                 | Prestazione |
| Corse piane |                   |             |                   |             |                        |             |
| 60 metri (dettagli) | Andreas Berger    | 6"56        | Matthias Schlicht | 6"58        | Michael Rosswess       | 6"59        |
| 200 metri (dettagli) | Ade Mafe          | 20"92       | John Regis        | 21"00       | Bruno Marie-Rose       | 21"14       |
| 400 metri | Cayetano Cornet   | 46"21       | Brian Whittle     | 46"49       | Klaus Just             | 46"80       |
| 800 metri | Steve Heard       | 1'48"84     | Rob Druppers      | 1'48"96     | Joachim Heydgen        | 1'49"75     |
| 1.500 metri | Hervé Phélippeau  | 3'47"42     | Han Kulker        | 3'47"57     | Sergey Afanasyev       | 3'47"63     |
| 3.000 metri | Dieter Baumann    | 7'50"43     | Abel Antón        | 7'51"88     | Jacky Carlier          | 7'52"23     |
| Corse a ostacoli |                   |             |                   |             |                        |             |
| 60 metri ostacoli | Colin Jackson     | 7"59        | Holger Pohland    | 7"65        | Philippe Tourret       | 7"67        |
| Corse su strada |                   |             |                   |             |                        |             |
| Marcia 5000 m (dettagli) | Michail Ščennikov | 18'35"60    | Roman Mrázek      | 18'40"11    | Giovanni De Benedictis | 18'43"45    |
| Salti |                   |             |                   |             |                        |             |
| Salto in alto (dettagli) | Dietmar Mögenburg | 2,33 m      | Dalton Grant      | 2,33 m      | Aleksej Emelin         | 2,30 m      |
| Salto con l'asta | Grigorij Egorov   | 5,75 m      | Igor Potapovič    | 5,75 m      | Mirosław Chmara        | 5,70 m      |
| Salto in lungo | Emiel Mellaard    | 8,14 m      | Antonio Corgos    | 8,12 m      | Frans Maas             | 8,11 m      |
| Salto triplo | Mykola Musijenko  | 17,29 m     | Volker Mai        | 17,03 m     | Milan Mikuláš          | 16,84 m     |
| Lanci |                   |             |                   |             |                        |             |
| Getto del peso (dettagli) | Ulf Timmermann    | 21,68 m     | Karsten Stolz     | 20,22 m     | Georg Andersen         | 20,22 m     |
| record mondiale; record mondiale stagionale; record europeo; record europeo stagionale; record dei campionati; record nazionale; record personale; record personale stagionale. |                   |             |                   |             |                        |             |

### Donne
| Specialità | Oro                | Prestazione | Argento               | Prestazione | Bronzo              | Prestazione |
| Corse piane |                    |             |                       |             |                     |             |
| 60 metri | Nelli Fiere-Cooman | 7"15        | Laurence Bily         | 7"19        | Sisko Hanhijoki     | 7"23        |
| 200 metri | Marie-José Pérec   | 23"21       | Regula Aebi           | 23"38       | Sabine Tröger       | 23"35       |
| 400 metri | Sally Gunnell      | 52"04       | Marina Shmonina       | 52"36       | Anita Protti        | 52"57       |
| 800 metri | Doina Melinte      | 1'59"89     | Ellen Kiessling       | 2'01"24     | Tatyana Grebenchuk  | 2'01"63     |
| 1.500 metri | Paula Ivan         | 4'07"16     | Marina Yachmenyova    | 4'07"77     | Svetlana Kitova     | 4'08"36     |
| 3.000 metri | Elly van Hulst     | 9'10"01     | Nicky Morris          | 9'12"37     | Maricica Puică      | 9'15"49     |
| Corse a ostacoli |                    |             |                       |             |                     |             |
| 60 metri ostacoli | Yordanka Donkova   | 7"87        | Lyudmila Narozhilenko | 7"94        | Gabi Lippe          | 7"96        |
| Corse su strada |                    |             |                       |             |                     |             |
| Marcia 3000 m (dettagli) | Beate Anders       | 12'21"91    | Ileana Salvador       | 12'32"43    | María Reyes Sobrino | 12'39"50    |
| Salti |                    |             |                       |             |                     |             |
| Salto in alto (dettagli) | Galina Astafei     | 1,96 m      | Hanne Haugland        | 1,96 m      | Maryse Ewanjé-Epée  | 1,91 m      |
| Salto in lungo | Galina Chistyakova | 6,98 m      | Yolanda Chen          | 6,86 m      | Ringa Ropo-Junnila  | 6,62 m      |
| Lanci |                    |             |                       |             |                     |             |
| Getto del peso | Stephanie Storp    | 20,30 m     | Heike Hartwig         | 20,03 m     | Iris Plotzitzka     | 19,79 m     |
| record mondiale; record mondiale stagionale; record europeo; record europeo stagionale; record dei campionati; record nazionale; record personale; record personale stagionale. |                    |             |                       |             |                     |             |

## Medagliere
Legenda
     Paese ospitante
| Posizione | Paese            | Oro | Argento | Bronzo | Totale |
| --------- | ---------------- | --- | ------- | ------ | ------ |
| 1         | Unione Sovietica | 4   | 5       | 4      | 13     |
| 2         | Regno Unito      | 4   | 4       | 1      | 9      |
| 3         | Germania Ovest   | 3   | 2       | 3      | 8      |
| 4         | Paesi Bassi      | 3   | 2       | 1      | 6      |
| 5         | Romania          | 3   | 0       | 1      | 4      |
| 6         | Germania Est     | 2   | 4       | 1      | 7      |
| 7         | Francia          | 2   | 1       | 4      | 7      |
| 8         | Spagna           | 1   | 2       | 1      | 4      |
| 9         | Austria          | 1   | 0       | 1      | 2      |
| 10        | Bulgaria         | 1   | 0       | 0      | 1      |
| 11        | Cecoslovacchia   | 0   | 1       | 1      | 2      |
| 11        | Italia           | 0   | 1       | 1      | 2      |
| 11        | Norvegia         | 0   | 1       | 1      | 2      |
| 11        | Svizzera         | 0   | 1       | 1      | 2      |
| 15        | Finlandia        | 0   | 0       | 1      | 1      |
| 15        | Polonia          | 0   | 0       | 1      | 1      |
| Totale    | Totale           | 24  | 24      | 24     | 72     |